# IrfanView
 (septembre 2012).
IrfanView est une visionneuse d’images fixes capable de lire, modifier et convertir de nombreux formats de fichiers graphiques, ainsi que plusieurs formats audio et vidéo au moyen de greffons. Le logiciel est gratuit pour un usage personnel, et une inscription payante est obligatoire pour l'utiliser dans un cadre professionnel.

## Origine du nom
Le nom de ce programme provient du prénom de son créateur, Irfan Skiljan (Bosnie-Herzégovine vivant à Vienne en Autriche) et se prononce « IR-fann-viou ».

## Fonctionnement
Le logiciel fonctionne uniquement avec le système d’exploitation Windows, à partir de Windows 95. Parmi les formats de fichiers graphiques reconnus, mentionnons BMP, GIF, JPEG, PNG, TIFF. En ce qui concerne les fichiers vidéo et audio, il reconnaît Flash, OGG, MPEG et MP3, entre autres. Il permet également l'édition des métadonnées IPTC (ce qui en facilite l'échange : quand on envoie une photo, on envoie aussi les mots-clés associés. Cette façon de stocker l'information offre une certaine pérennité des données puisque les mots-clés ne dépendent pas d'un fichier externe) et la visualisation des métadonnées EXIF ;
Ses fonctions d’édition d’images fixes sont suffisamment étendues pour effectuer les tâches dites minimales. Le logiciel peut télécharger les images au format TWAIN et celles produites par les scanners. Il est capable d’effectuer des saisies d’écran. Il coupe, agrandit ou rétrécit, et fait des rotations d’images. Il peut ajuster les couleurs, la luminosité, le contraste et la teinte, entre autres.
La version 3.92 intégrait une barre d'outils eBay, optionnelle mais activée par défaut dans l'installeur, ce qui a suscité des critiques d'utilisateurs la considérant comme un logiciel espion. Les versions suivantes n'ont plus activé son installation par défaut. 
À partir de la version 3.98 (2005), elle a été remplacée par une barre d'outils Google Desktop Search ; et par l'application Amazon 1Button depuis la version 4.40 (juillet 2015), pour être finalement fournie sans depuis la 4.41 (novembre 2015).